# Stoislav I av Rügen
Stoislav I (tyska: Stoislaw I.) död efter 1193 var stamfader till uradels ätten Putbus. Enligt den pommerska krönikören Thomas Kantzow var Stoislav son till furste Ratislaus den vise av Rügen (Tyska: Ratze). Kantzows påstående är dock inte bevisbart, så att det också kan ifrågasättas om han faktiskt var bror till furstarna Tetzlav och Jaromar I.

## Literature
- Leopold von Zedlitz-Neukirch: Neues preussisches Adelslexicon. Vol. 4, Gebrüder Reichenbach, Leipzig, 1837, S. 65–66 (Digitalisat).
- Ursula Scheil: Zur Genealogie der einheimischen Fürsten von Rügen. Veröffentl. der Historischen Kommission für Pommern, Reihe V, Heft 1. Köln/Graz 1962